# السجائر وحليب الشكولاتة
السجائر وحليب الشوكولاتة "هي أغنية كتبها وأداها المغني وكاتب الأغاني الكندي الأمريكي روفوس وينرايت. يظهر على أنه المسار الافتتاحي لألبومه الثاني بوزيز (2001) تعالج الأغنية الانحطاط والرغبة، وقد أطلق عليها اسم «قصيدة للإدمان الخبيث والطريقة التي تحكم بها القواهر والإلزاميات حياتنا». تظهر نسخة مكررة من الأغنية كآخر أغنية في الألبوم. 

## الفيديو كليب
الفيديو الموسيقي للمسار، من إخراج جايلز دانينغ وأصدرته دريم ووركس أنيميشن في عام 2001، يظهر وينرايت وهو يؤدي الأغنية في بيانو داخل مستودع، ومشاهد له وهو يتجول في مدينة نيويورك. المسار الصوتي للفيديو هو في الواقع نسخة إعادة، مع دعم الإيقاع الإضافي. 

## الاستقبال
في مراجعته لأول ميوزيك كتب ماثيو غرينوالد أن الأغنية تجمع بين شعور جورج غيرشوين وبراين ويلسون الكلاسيكي جنبًا إلى جنب مع الإحساس القوي بألحان عرض الملهى الفرنسي، ووصف التحولات في التعديل إلى جانب الأوتار المتنافرة بأنها «مسكرة». 

## الظهور
بصرف النظر عن كونه المسار الافتتاحي والختامي على بوزيز، ظهر أداء حي لأغنية" السجائر وحليب الشكولاتة" من المنتزه الرئيسي سمرستيج على قرص DVD الموسيقي لعام 2005 يسمى كل ما أريد، يؤدي وينرايت أيضًا الأغنية على حلبة دي في-9 لعام 2001. يظهر فيلم «السجائر وحليب الشكولاتة» على الموسيقى التصويرية للفيلم الإيطالي" كاسيوس كالمو"، بالإضافة إلى الألبومبات التجميعية التالية: حية في عالم المقهى: مصنوع يدويا عام (2002) و راديو أوستن 107.1 كي جي أس أر- بودكاست فول.10 (2002)، و أو ما هذه المشاعر و الأغاني الشمالية:كندا الأفضل والأكثر إشراقًا و تظهر النسخة المصورة في الموسيقى التصويرية لفيلم القبلة الأخيرة (2006) و ظهر أيضًا في المسلسل الأمريكي كيف قابلت والدتكما الموسم الخامس في حلقة آخر سيجارة لللأبد.

## الغلاف
في الصالة الصفراء: من تأليف روفوس وينرايت، وهو ألبوم تجميعي عام 2007 للقطع الكلاسيكية المفضلة لدى وينرايت، تؤدي فرقة رباعي البيانو الموسيقية نسخًا موسيقية من أغاني وينرايت «السجائر وحليب الشكولاتة» و «هومتاون والتز».  ظهرت نسخة غلاف من مشروع ديجيليم في ألبومهم لعام 2008 سماء خالية من الغيوم. 